# 戰壕熱
战壕热（英语：Trench Fever）是由五日热巴尔通体（学名Bartonella quintana）引起的传染病，常由体虱传播。
特征为突然发病：发热、头痛，肌肉、骨及关节痛，胸、背出现皮疹。经体表寄生虫在人群中传播。症状可发作一次，亦可以4-5天为间隔反复数次。患者多于2个月内恢复，但可再发，5%转为慢性。金霉素治疗可使症状消失而不复发，但患者仍携带立克次氏体并可使寄生虫受感染。
本病是第一次世界大战中的主要流行病，1915年首次描述，因而得名。第二次世界大战中曾在东线的德军中流行。

## 参閲
- 流行性斑疹伤寒
- 回归热